# 沖縄県立沖縄盲学校
沖縄県立沖縄盲学校（おきなわけんりつ おきなわもうがっこう）は、沖縄県島尻郡南風原町字兼城にある公立特別支援学校。
沖縄県唯一の視覚障害者を主な教育対象とした特別支援学校（旧名称では盲学校）である。

## 概要
1921年に高橋福治により那覇市天妃町（現在の同市久米）に設立された沖縄訓盲院が当校の始まりである。その後、1940年には沖縄県立代用私立盲学校と県立になり、1943年にはろう学校であった沖縄聾唖学校（私立）と合併し、沖縄県立盲聾唖学校となったが、太平洋戦争などの影響により1945年2月に閉校した。
戦後、米軍統治下であった1951年に沖縄盲聾唖学校として那覇市首里石嶺（現在は沖縄県立首里東高等学校が立地している）に開校され、その後、1954年に文教局に移管され琉球政府立沖縄盲聾学校となった。
1959年には盲とろうの分離が行われ、盲に関しては琉球政府立沖縄盲学校（当校）、ろうに関しては琉球政府立沖縄聾学校（現、沖縄県立沖縄ろう学校）にそれぞれ引き継がれ、それに前後し移転が行われ、2校は完全に分離された。
2008年には当校を知的障害を併設する特別支援学校へ移行する計画が挙がったが、2009年に安全性の問題により中止された。
なお、2006年6月の学校教育法一部改定により、旧盲学校、旧聾学校、旧養護学校の学校種が特別支援学校に統一されたことから、県内の養護学校においては学校名を特別支援学校へ変更したが、当校及び、沖縄ろう学校においては2009年現在、改名は予定されていない（特別支援学校#校名の変更も参照）。

## 指導科構成
- 幼稚部
- 小学部
- 中学部
- 高等部
  - 本科普通科
  - 専攻科保健理療科
  - 専攻科理療科

## 沿革
- 1921年5月 - 沖縄訓盲院として設立。
- 1924年4月 - 学校名を沖縄私立盲学校に変更。
- 1940年4月 - 学校名を沖縄県立代用私立盲学校に変更。
- 1943年4月 - ろう学校であった沖縄盲学校と合併、学校名を沖縄県立盲聾唖学校に変更。
- 1945年2月 - 太平洋戦争の影響により閉校。
- 1951年8月 - 沖縄盲聾唖学校として設立。
- 1954年9月 - 文教局に移管され学校名を琉球政府立沖縄盲聾学校に変更。
- 1957年4月 - 中学部設置。
- 1959年4月 - 盲・ろうを分離し、琉球政府立沖縄盲学校、琉球政府立沖縄聾学校に分離。
- 1961年4月 - 高等部設置。
- 1961年10月 - 校舎移転。
- 1972年5月 - 本土復帰により学校名を沖縄県立沖縄盲学校に変更。
- 1974年6月 - 寄宿舎が移転。これにより、盲とろうが完全に分離された。
- 1981年4月 - 校舎移転（現在地）。

## アクセス

### 路線バス
- 盲学校前
  - 15番・寒川線　（那覇バス）
- 印刷団地前
  - 30番・泡瀬東線　（東陽バス）
  - 37番・那覇新開線　（東陽バス）
  - 38番・志喜屋線　（東陽バス）
  - 39番・百名線　（沖縄バス）
  - 40番・大里線　（沖縄バス）
  - 41番・つきしろの街線　（沖縄バス）
  - 57番・那覇マリンタウン馬天線　（東陽バス）
  - 59番・那覇マリンタウン線　（東陽バス）
  - 109番・大里（真境名）線　（沖縄バス）
  - 191番・城間（一日橋）線　（東陽バス）

## 著名な出身者
- 新垣勉 - テノール歌手
- 大城友弥 - 歌手